# Храм на Цезар
Храмът на Дивус Юлий (на латински: Aedes Divi Iuli; Divus Iulius) е издигнатият храм за божествения Гай Юлий Цезар в Рим.
Храмът се намира в югоизточната тясна страна на Форум Романум в Рим, на мястото, където е изгорен трупът на Цезар.
След изгарянето на Цезар първоначално на Форума има само олтар (Апиан, De bello civile 1,4; 2,148; 3,2) и мраморна колона от Giallo Antico с надпис Parenti Patriae (На Бащата на Отечеството). Тогавашният консул Публий Корнелий Долабела нарежда да отстранят веднага колоната. Скоро след това обаче се въвежда службата flamen Divi Iulii като жрец на култа за Дивус Юлий (Divus Iulius) и Марк Антоний е избран през 44 пр.н.е. за първия такъв жрец.
През 42 пр.н.е., две години след убийството на Цезар, Сенатът одобрява строежа на храма по настояване на триумвирите Октавиан, Марк Антоний и Марк Емилий Лепид (Дион Касий, 47, 18, 4). През 36 пр.н.е. започва неговият строеж. Възстановяват съборения от Долабела олтар. Храмът е осветен едва през 29 пр.н.е. след тридневния триумф на Октавиан, по-късният Август (Дион Касий, 51, 21).
Храмът е разкопан през 1872 г. и вече унищожен. Западната му страна е широка 16,80 метра, 6,30 метра дълбока и 3,30 метра висока. На олтара в храма и днес почитатели на Цезар поставят редовно цветя.